# Melvin Frazier
Melvin Jamon Frazier Jr. (ur. 30 sierpnia 1996 w Nowym Orleanie) – amerykański koszykarz, występujący na pozycjach rzucającego obrońcy lub niskiego skrzydłowego, od 2023 zawodnik Westchester Knicks.
6 kwietnia 2022 zawarł umowę z Oklahoma City Thunder na występy zarówno w NBA, jak i zespole G-League – Oklahoma City Blue. 28 grudnia 2022 został wytransferowany do Westchester Knicks.

## Osiągnięcia
Stan na 21 października 2023, na podstawie, o ile nie zaznaczono inaczej.
NCAA
- MVP turnieju Jamaica Classic (2017)
- Największy postęp konferencji American Athletic Conference (AAC – 2018)
- Zaliczony do II składu AAC (2018)
- Zawodnik kolejki konferencji  (20.11.2017)
- Lider konferencji AAC w:
  - średniej asyst (1,9 – 2017)
  - liczbie asyst (65 – 2018)
  - skuteczności rzutów z gry (55,6% – 2018)